# Lady Gaga
Stefani Joanne Angelina Germanotta (New York, 28 maart 1986), beter bekend als Lady Gaga, is een Amerikaans zangeres, songwriter, actrice en pianiste. Ze brak in 2009 wereldwijd door met de singles Just Dance en Poker Face, die in veel landen nummer 1-hits werden. Daarna scoorde ze ook megahits met nummers als Paparazzi (2009), Bad Romance (2009), Telephone (2010), Alejandro (2010), Born This Way (2011), Applause (2013) Shallow (2018), Rain on Me (2020) en Die with a Smile (2024).
Gaga won verschillende Grammy Awards, onder meer in 2010 voor haar debuutalbum The Fame (beste dancealbum) en in 2011 voor haar album The Fame Monster (beste vocale popalbum). Haar nummer Poker Face, dat wereldwijd de bestverkochte single was van 2009, werd bekroond met een Grammy voor de beste danceplaat. Poker Face (13 miljoen verkochte exemplaren) en Bad Romance (12 miljoen verkochte exemplaren) behoren tot de best verkochte singles aller tijden.
Lady Gaga heeft haar artiestennaam ontleend aan het nummer Radio Ga Ga van de Britse rockgroep Queen.

## Biografie
Lady Gaga werd geboren in New York op 28 maart 1986. Haar moeder is van Frans-Canadese afkomst. De familie van haar vader komt oorspronkelijk van Sicilië. Ze is de oudste van twee kinderen. Haar zus werd geboren in 1992.
Ze groeiden op in Manhattans Upper West Side in een welvarend gezin dat met hard werken was opgeklommen uit de lagere sociale klasse. Lady Gaga is rooms-katholiek opgevoed.
Stefani begon op vierjarige leeftijd met piano spelen. Ze had op haar dertiende haar eerste grote optreden.
In september 2006 ondertekende Lady Gaga een contract bij platenlabel Def Jam Recordings voor het maken van een album in negen maanden tijd. Echter, na drie maanden liet het label haar al vallen. Nadat Def Jam haar liet vallen, besloot Gaga de kerst van 2006 bij haar familie door te brengen. Hierna begon ze erg te experimenteren met alcohol en drugs. Ze trad op met performer Lady Starlight in nachtclubs. Volgens Gaga zelf heeft Starlight haar erg geholpen om meer podiumervaring op te bouwen. Ze werden allebei uitgenodigd om op te treden bij het Lollapalooza festival in augustus 2007. Ondertussen was Gaga bezig met het opnemen van nummers, samen met producer RedOne. RedOne stuurde de nummers naar Vincent Herbert, eigenaar van het label Streamline Records. Vlak daarna kreeg Gaga een contract bij Streamline Records, totdat het label stopte in eind 2007.

### 2008 - 2009: Internationale doorbraak met The Fame

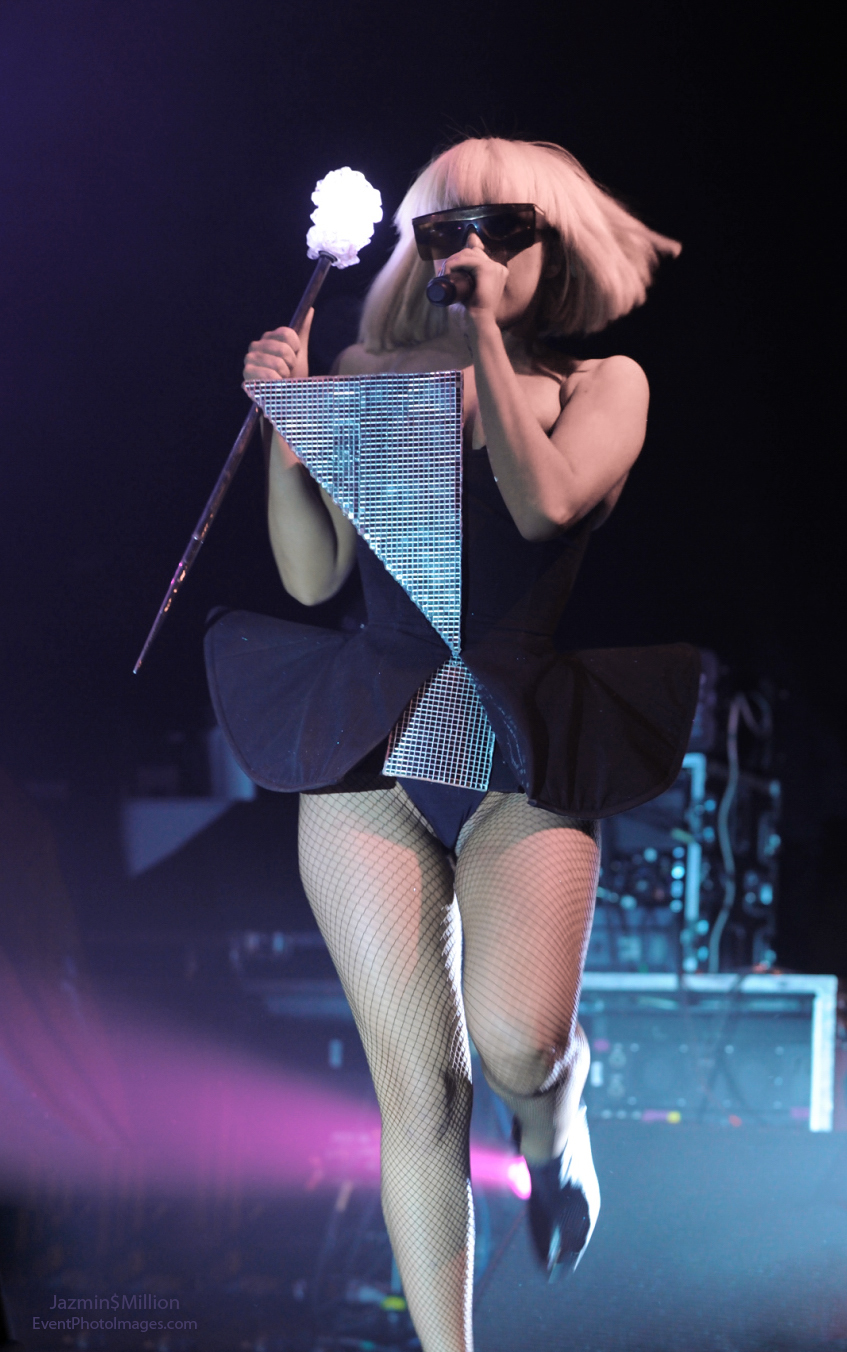
Gaga zingt het nummer LoveGame.

In 2008 begonnen Gaga en RedOne drie nummers op te nemen die later zouden uitgroeien tot grote hits: Just Dance, Poker Face en LoveGame. Just Dance kwam uit in april 2008. Het nummer werd binnen 10 minuten geschreven. Poker Face en LoveGame werden in een week geschreven. Hierna ondertekende ze een contract bij het platenlabel Interscope Records en begon ze officieel met het maken van haar debuutalbum. In oktober 2008 viel ze in tijdens het tournee van New Kids On The Block. Ook schreef ze nummers voor onder andere de Pussycat Dolls en Britney Spears.
Op 1 december 2008 trad Lady Gaga op bij The Ellen DeGeneres Show.
Het debuutalbum The Fame schreef Lady Gaga in 2008 samen met onder anderen de producer Nadir Khayat, ofwel RedOne. Het album kwam uit op 12 augustus 2008. The Fame is een synthpop and dance-pop album met invloeden van popmuziek uit de jaren 80. Tekstueel visualiseert het album Gaga's liefde voor beroemdheid in het algemeen, maar ook visualiseert het album omgaan met onderwerpen als liefde, seks, geld, drugs en seksuele identiteit.
De eerste single van het album, Just Dance, werd uitgebracht in april 2008. Het nummer behaalde de nummer-1-positie in zeven landen, in Nederland had het lied pas succes in 2009. Het nummer was een samenwerking met de Amerikaanse zanger Colby O'Donis en werd genomineerd voor een Grammy Award. De muziekvideo werd opgenomen op 31 maart 2008. De tweede single Poker Face van hetzelfde album werd uitgebracht in september 2008. De muziekvideo werd op 3 oktober 2008 gefilmd in Bwin Pokerisland in Ibiza. Het nummer behaalde in 20 landen de eerste plaats op de hitlijsten en werd bekroond met een Grammy Award. De single was 83 weken lang het meest beluisterde liedje op de US Digital Hot Songs. Als derde single werd in Nederland gekozen voor LoveGame. De muziekvideo werd opgenomen op 9 januari 2009. In andere landen werd eerst het nummer Eh, Eh (Nothing Else I Can Say) uitgebracht. De muziekvideo hiervan werd opgenomen op 10 januari 2009, een dag na de opnames van "LoveGame". Omdat de tekst van het nummer LoveGame in een aantal landen als te expliciet werd beoordeeld, werd het in deze landen vervangen door Paparazzi. De foto op de hoes van het album is van de Nederlandse fotograaf Pieter Henket.
Op 6 januari 2009 kwam de eerste ep van Lady Gaga uit, getiteld The Cherrytree Sessions. De ep werd opgenomen in november 2008.
Voor de MTV Video Music Awards werd Lady Gaga in september 2009 met dit eerste album negen maal genomineerd. Ze won onder andere de prijzen voor de beste nieuwe artiest en met Paparazzi voor de beste special effects en de beste regie. Tijdens de uitreiking trad ze op en zong het nummer Paparazzi.

### 2009 - 2010: The Fame Monster
Op 5 september 2009 werd er een fotoshoot gehouden voor de albumcover van The Fame Monster, gehouden door Gaga zelf en Haus of Gaga, haar productieteam.
In november 2009 lanceerde Lady Gaga met The Fame Monster haar tweede album, een ep met acht nummers. Het album gaat over het omgaan met de duistere kant van beroemdheid, die Gaga ervaren heeft in haar muzikale loopbaan, terwijl ze door de wereld heen rondreisde. Het album is volgens Gaga "uitgedrukt in een monster metafoor". Als eerste single van het album werd Bad Romance uitgebracht. Het lied werd wederom een succes in de hitlijsten en de bijbehorende videoclip was het eerste filmpje dat ruim tweehonderd miljoen keer bekeken werd.
Als tweede single werd Telephone uitgebracht, een duet met Beyoncé. Dit werd Lady Gaga's tweede nummer 1-hit in België. In andere landen scoorde het nummer ook zeer goed. Telephone was oorspronkelijk geschreven voor Britney Spears. Op 8 juni 2010 werd de derde single Alejandro uitgebracht. Het nummer had vrij veel succes, het behaalde de vijfde plaats in de Verenigde Staten. De videoclip van Alejandro vonden sommigen zeer gewaagd en vooral zangeres Katy Perry had veel kritiek. Vervolgens kwam ook nog Dance in the Dark uit als promotiesingle.
Bij de Grammy Awards van 2010 werd Lady Gaga zesmaal genomineerd. Ze opende de show met Poker Face en zong daarna samen met Elton John een remix van Speechless en Your Song. Ze won met Poker Face de Grammy voor de beste dansopname en met The Fame voor het beste dansalbum.
In februari 2010 domineerde Lady Gaga de Brit Awards met het winnen van drie prijzen. Ze trad op met een uitvoering van Telephone op de piano en bracht daarna een remix van Dance in the Dark waarmee zij Alexander McQueen eerde, die een week eerder een eind aan zijn leven had gemaakt.
Het album werd gepromoot met de wereldtournee The Monster Ball Tour. Het concert van 21 en 22 februari 2011 in Madison Square Garden in New York won de Emmy Award voor Outstanding Picture Editing for a Special. De tournee duurde anderhalf jaar en heeft op bij elkaar 200 dagen meer dan twee en een half miljoen bezoekers getrokken.

### 2010 - 2012: Born This Way

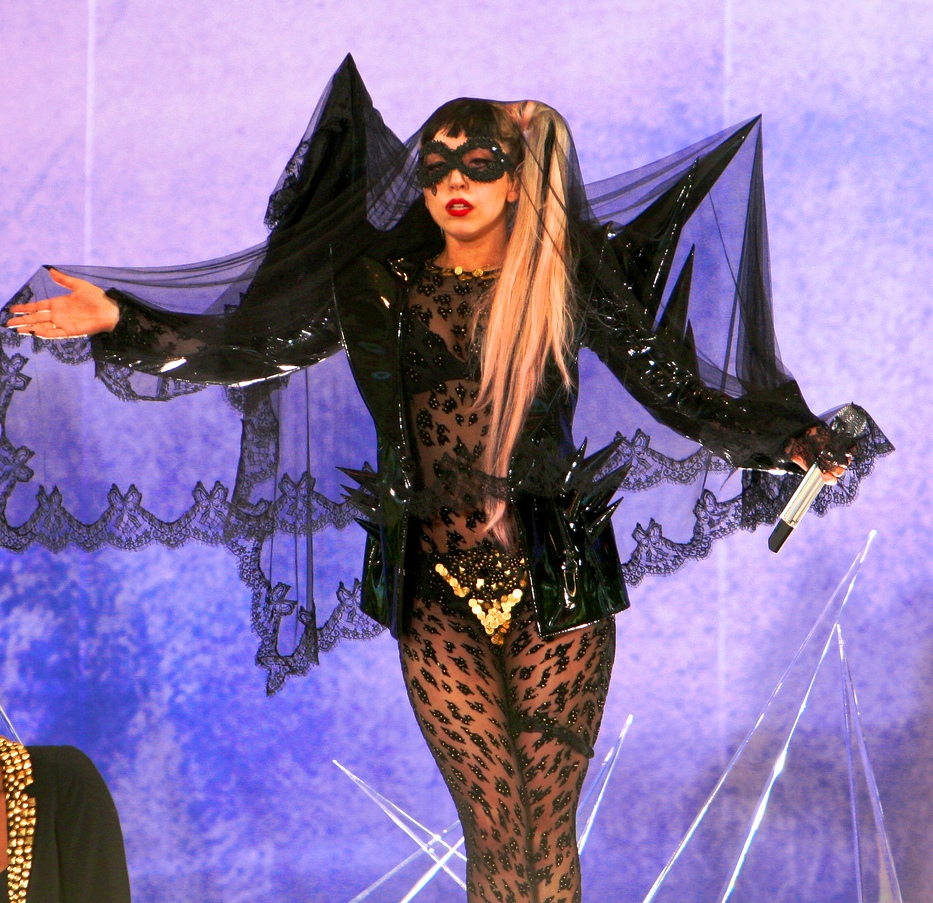
Lady Gaga zingt The Edge of Glory tijdens Good Morning America.

Tijdens de uitreiking van de MTV Video Music Awards in september 2010 maakte Lady Gaga de titel van haar derde studioalbum bekend, Born This Way. Lady Gaga werd de grote winnares bij de 27ste editie van de prijsuitreiking. De zangeres had een recordaantal van dertien nominaties en viel in het Nokiatheater in Los Angeles achtmaal in de prijzen, onder meer voor de beste vrouwelijke video, de beste popvideo en de beste choreografie.
Het album behaalde in tal van landen de eerste plaats op de hitlijsten. Inmiddels is het al meer dan acht miljoen keer verkocht.
Over de gelijknamige eerste single Born This Way ontstond commotie toen het treffende gelijkenissen bleek te vertonen met Express Yourself van Madonna.
Als tweede single kwam Judas uit, de derde single werd The Edge of Glory en een week later volgde Hair. Yoü and I werd de vijfde single van het album en werd genomineerd voor een Grammy in 2012. Marry the Night werd daarna haar twaalfde nummer 1-hit in de Billboard Dance Club chart. The Born This Way Ball Tour met in twee jaar vierhonderdvijftig concerten, ving aan in februari 2012.
Sinds de zomer van 2011 heeft ze een relatie met acteur Taylor Kinney die vooral bekend is door zijn rol als Mason Lockwood in de serie 'The Vampire Diaries. Lady Gaga ontmoette Taylor tijdens de opnames van haar videoclip voor Yoü and I.

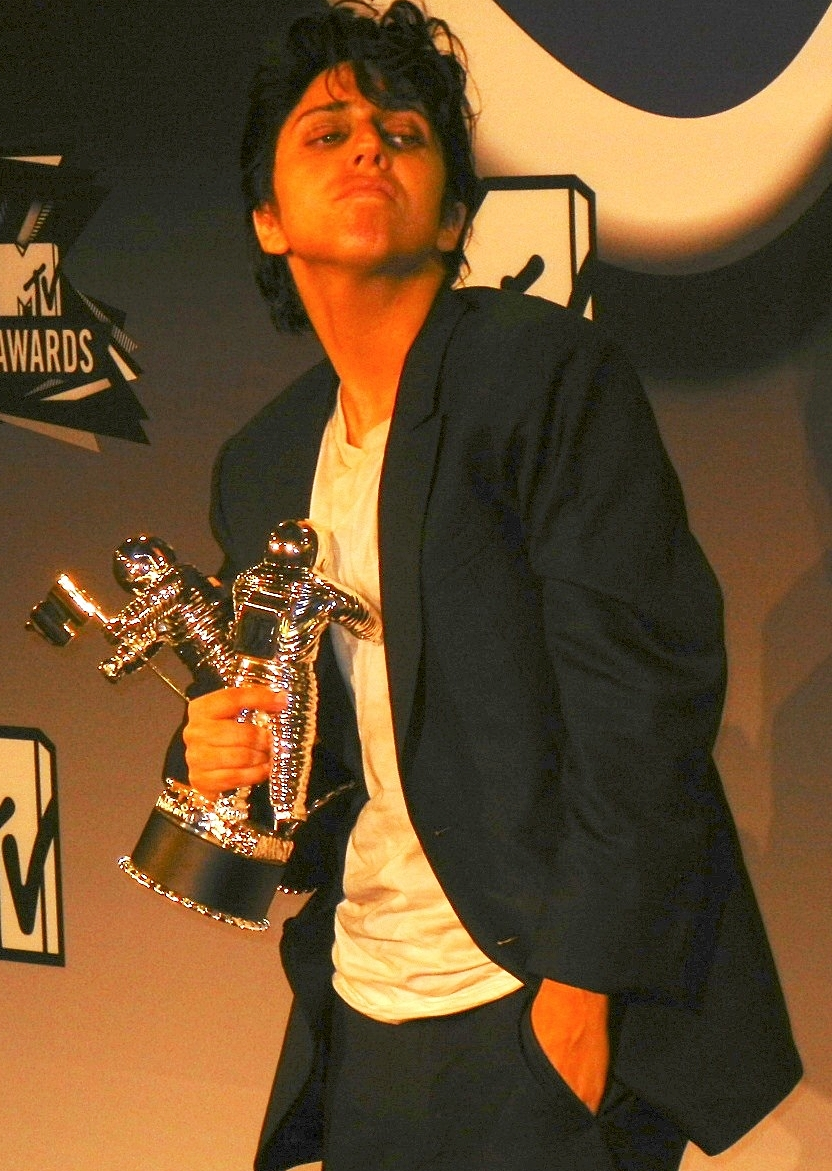
Lady Gaga als Jo Calderone tijdens de MTV Video Music Awards van 2011.

Op de MTV Video Music Awards in augustus 2011 viel ze met Born This Way in de prijzen voor de beste videoclip van een vrouwelijke artiest en voor de beste video met een stichtende boodschap. Ze opende met Yoü and I de show als haar mannelijke alter ego Jo Calderone. Tijdens de MTV Europe Music Awards in november 2011 won ze vier prijzen: voor de beste vrouw, voor de grootste groep fans, het beste nummer en de beste videoclip, met Born This Way.
In november 2011 kwam haar vierde ep uit, getiteld A Very Gaga Holiday, afkomstig van de Thanksgiving Day-televisiespecial A Very Gaga Thanksgiving. Er keken ruim vijf miljoen Amerikanen naar de eerste uitzending op tv. In dezelfde maand stopte Lady Gaga na vier jaar de samenwerking met choreograaf Laurieann Gibson en nam Richard Jackson haar taak over.
Lady Gaga was een van de artiesten die in 2011 optraden op de 65ste verjaardag van voormalig president Bill Clinton. Ze trad aan het einde van 2011 ook op tijdens het New Year's Rockin' Eve concert op Times Square in New York.
Bij de 53ste editie van de Grammy Awards werd Born This Way genomineerd voor drie prijzen. Voor Best Album en Best Pop Vocal Album en voor Best Pop Solo Performance, maar de prijzen gingen alle drie naar de Britse zangeres Adele. Ze was ook genomineerd voor Best International Female Artist bij de Brit Awards, maar deze prijs ging naar Rihanna.

### 2013-2014: Artpop
Op 3 augustus 2012 kondigde Lady Gaga haar volgende album aan. Ze werkte hierbij samen met producer Fernando Garibay. Het album werd uitgebracht in 2013. De eerste single werd Applause. Het nummer zou in eerste instantie op 19 augustus 2013 uitgebracht worden, samen met de videoclip. De tweede single werd Do what u want, een samenwerking met R. Kelly. De derde single is getiteld G.U.Y.. Het album zelf is getiteld Artpop. Om het album te promoten ging Gaga op wereldtournee, met de "ArtRave: The Artpop Ball", trad ze 79 keer op in alle werelddelen. De tournee bevatte ook shows die de zangeres annuleerde tijdens haar vorige tournee.

### 2016-2017: Joanne, Super Bowl en"FiveFootTwo"
In december 2014 bevestigde Gaga dat ze was begonnen met werken aan haar vijfde studioalbum en hiervoor was herenigd met producer RedOne. Op de 87ste Oscaruitreiking trad ze op als eerbetoon aan The Sound of Music door het zingen van een medley van liedjes uit die film. Tijdens de openingsceremonie van de Europese Spelen 2015 in Bakoe in Azerbeidzjan zong ze het nummer Imagine van John Lennon. Op 2 oktober 2015 werd ze de eerste artiest die de 7 miljoen downloads heeft gepasseerd in de Verenigde Staten voor de nummers Poker Face en Bad Romance. In 2015 werd Gaga benoemd tot Billboards-vrouw van het jaar. Tijdens de persconferentie bij de Golden Globes bevestigde Gaga dat het album in 2016 uit zou komen.
Voor dit album, getiteld Joanne, heeft ze onder andere gewerkt met Mark Ronson, Kevin Parker, BloodPop, Florence Welch, Beck, Father John Misty en Hillary Lindsay. Het album werd uitgebracht op 21 oktober 2016. De eerste single van Joanne was Perfect Illusion, dat 9 september 2016 was uitgekomen en de tweede promosingle Million Reasons werd op 6 oktober 2016 uitgebracht. Het album Joanne is een eerbetoon aan haar tante die kampte met de ziekte lupus. Het album staat voor familie en het leven. Gaga promootte haar album met een drie dagen durende tournee genaamd The Dive Bar Tour. Lady Gaga ontving voor het album twee nominaties bij de Grammy Awards voor Million Reasons en het album.
Nadat Perfect Illusion uitkwam, maakte NFL bekend dat Gaga de halftime-show mocht verzorgen tijdens Super Bowl LI. De show werd in de Verenigde Staten ruim 150 miljoen keer bekeken, waarmee het de best bekeken halftime-show ooit was sinds Katy Perry optrad in 2015. Direct na het optreden werd bekend dat Gaga weer op wereldtournee ging. Met haar Joanne World Tour zou Gaga in eerste instantie de Ziggo Dome aandoen, maar was door lichaamsklachten niet in staat om naar Nederland te komen. Hierdoor werd het concert verplaatst naar 20 januari 2018. Op 8 september 2017 verscheen er wereldwijd een documentaire van Gaga getiteld Five Foot Two. Deze documentaire geeft een inkijk tijdens het maken van het album Joanne, de promotie van het album, een 'behind the scenes' tijdens het repeteren van de halftime show van de Super Bowl en hoe ze kampt met haar ziekte. Voor deze documentaire werd ze genomineerd voor de NME Award voor beste muziekfilm.

### 2018-heden:A Star is Born
In maart 2018 bracht Lady Gaga een cover van Elton John uit, namelijk Your Song. In oktober 2018 verscheen de zangeres als hoofdrol in de film A Star Is Born, samen met Bradley Cooper, die haar tegenspeler is. De film werd een gigantisch succes. Lady Gaga kreeg hiervoor een nominatie voor een Academy Award, voor beste originele nummer en beste vrouwelijke hoofdrol. De muziek leverde haar ook een Grammy Award-nominatie op, waaronder voor 'Record of the Year' en 'Song of the Year'. Eerder kreeg de zangeres al een Critics' Choice Award voor beste actrice en beste originele nummer. De single Shallow werd de belangrijkste single van het album, en behaalde in meer dan tien landen de nummer-1-positie. In Vlaanderen behaalde het de achtste plaats, in Nederland een vijfde plaats. Shallow werd in 2019 het nummer met de meeste behaalde prijzen ooit, het won onder andere een Oscar, twee Grammy's, een Golden Globe en een BAFTA Award.
In januari 2021 zong ze het Amerikaanse volkslied, the Star-Spangled Banner, bij de inauguratie van Joe Biden als president.
Op 26 juli 2024 trad Lady Gaga op bij de spectaculaire opening van de Olympische Zomerspelen 2024 in Parijs met het Franstalige lied Mon truc en plumes, begeleid door mannelijke dansers en orkest, op trappen aan de Seine achter de weer grotendeels herstelde Notre Dame de Paris. Later dat jaar bracht ze de samenwerking Die with a Smile met Bruno Mars uit. Het nummer werd een grote hit; het haalde in meer dan 25 landen de top 3. In Nederland wist het zelfs de toppositie van de hitlijsten te bereiken, wat haar eerste nummer-1 hit in meer dan 13 jaar tijd betekende.

## Werk met andere artiesten

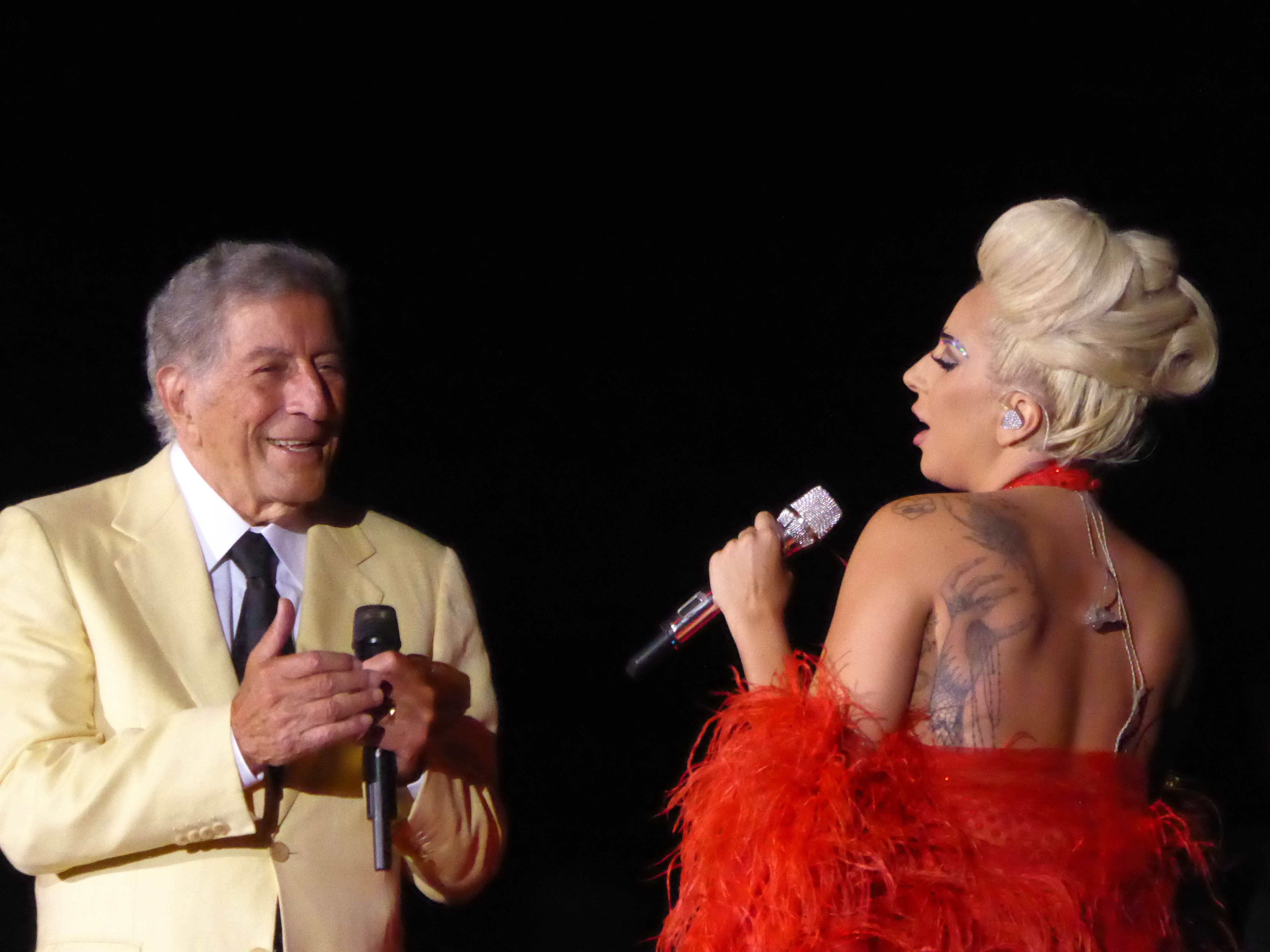
Tony Bennett en Lady Gaga op het North Sea Jazz festival 2015

Lady Gaga werkte mee aan de single The Greatest Thing van Cher en aan 3-Way (The Golden Rule) op het album The Lonely Island van Justin Timberlake. Lady Gaga was ook te horen op het album The Block van New Kids on the Block, waar ze bijdroeg op Full Service en Big Girl Now. In 2011 zong Gaga samen met jazz-zanger Tony Bennett het lied The Lady is a Tramp op diens album Duets II. Het werd de tweede single van het album. Met hem maakte Lady Gaga daarna het jazzalbum Cheek To Cheek. Op 29 juli 2014 verscheen van dit album Anything goes als de eerste single. Het bereikte de eerste plaats in de Billboard Jazz digital song hitlijst.
Op 30 september 2021 verscheen Love for Sale als het tweede gezamenlijke album van Tony Bennett en Lady Gaga. Het werd uitgebracht door Columbia en Interscope Records. Het is het eenenzestigste studioalbum van Bennetts carrière en Gaga's zevende. Voor Bennett was het zijn laatste album, omdat hij al sinds 2016 aan Alzheimer begon te leiden. Ter gelegenheid van de 95e verjaardag van Bennett treden beide artiesten in augustus 2021 op in de Radio City Music Hall. In een interview met 60 Minutes vertelt Lady Gaga dat ze ontroerd is als ze merkt dat Bennett voor het eerst in anderhalf jaar haar naam noemt en het zich kennelijk herinnert.

### Acteerwerk
Lady Gaga maakte haar acteerdebuut in Robert Rodriguez' film Machete Kills, waarin ze de rol van La Chameleón speelt; de film verscheen op 13 september 2013 in de bioscoop. In 2014 verscheen de film Sin City: A Dame to Kill For van Robert Rodriguez en Frank Miller. Lady Gaga vertolkt daarin het personage Bertha. In oktober 2015, speelde Gaga de hoofdrol in het vijfde seizoen van FOX's horror-drama American Horror Story getiteld Hotel. Ze speelde hier de rol van The Countess , de eigenares van dit titulaire hotel. Voor deze rol ontving ze in januari 2016 een Golden Globe. In 2018 speelt ze als beginnend zangeres Ally de hoofdrol in de film A Star Is Born, samen met Bradley Cooper. Bij de Academy Award-uitreiking van 2019 was ze zowel genomineerd in de categorie beste actrice in een hoofdrol, als voor beste originele lied. De laatste won ze. In 2021 krijgt Gaga opnieuw een hoofdrol te pakken in de film House of Gucci. Ze vertolkt de rol van Patrizia Regiani. In 2024 was Lady Gaga te zien als Harleen "Lee" Quinzel / Harley Quinn in de opvolger van Joker: Joker: Folie à Deux.

## Optredens in België
Lady Gaga stond op 20 februari 2009 in Vorst Nationaal in het voorprogramma van de Pussycat Dolls. Met The Fame Ball Tour verscheen ze op 3 juli 2009 als afsluiter van de tweede dag op Rock Werchter in de danstent Pyramid Marquee.
Met The Monster Ball Tour gaf ze in 2010 in het Antwerps Sportpaleis vier optredens, op 17 en 18 mei en op 22 en 23 november. In november 2010 was ze voor en tussen de twee optredens actief voor een fotoshoot van Mario Testino voor het maartnummer van 2011 van het tijdschrift Vogue. Voor deze shoot in het Koninklijk Museum voor Schone Kunsten werd het museum tussen 11 en 3 uur gesloten.
Op 29 en 30 september 2012 trad Lady Gaga twee keer op met haar The Born This Way Ball Tour in het Sportpaleis. Op 23 september 2014 stond Gaga opnieuw in het sportpaleis, met The ARTPOP Ball: Artrave.

## Optredens in Nederland
Op 6 september 2008 trad Lady Gaga op in Amsterdam tijdens Valtifest. Op 9 februari 2009 was ze de openingsact van de Pussycat Dolls in de Heineken Music Hall in Amsterdam. Op 22 april 2009 trad ze op in het televisieprogramma Mooi! Weer De Leeuw. Op 20 juli van dat jaar gaf Lady Gaga het eerste concert van haar eigen tournee The Fame Ball in de Melkweg in Amsterdam. Op 25 juli trad ze in Amsterdam op in Paradiso. Op 15 mei 2010 gaf Lady Gaga haar eerste Monster Ball-concert in Nederland in het Gelredome in Arnhem. Op 29 en 30 november 2010 speelde ze twee keer een uitverkocht Monster Ball-concert in Ahoy in Rotterdam. Op 17 en 18 september 2012 trad ze twee keer op met haar Born This Way Ball Tour in de Amsterdamse Ziggo Dome. Op 24 september 2014 heeft Lady Gaga eveneens een concert gegeven in de Amsterdamse Ziggo Dome tijdens haar vierde wereldtournee ter promotie van haar vierde album Artpop. Op 10 juli 2015 stond Lady Gaga met Tony Bennett in Ahoy Rotterdam tijdens het North Sea Jazz Festival, als deel van hun Cheek To Cheek Tour. Lady Gaga trad 3 oktober 2017 met haar wereldtournee Joanne op in de Ziggo Dome.

#### Top 2000-noteringen
Twee nummers van The Fame kwamen in 2011 binnen in de eindejaarslijst van de Nederlandse Top 2000: Poker Face (704) en Paparazzi  (1281). Ook twee nummers van The Fame Monster kregen in hetzelfde jaar een notering in de eindejaarslijst van de Top 2000, Bad Romance (676) en Alejandro (981). In 2018 kwam Shallow uit de soundtrack van A Star is Born de Top 2000 binnen, op plek 736. In 2019 steeg dit nummer zelfs door naar plek 45. In 2020 stond het nummer op 37 genoteerd, wat tot op heden haar hoogste notering in de Top 2000 is. In 2019 kwam tevens Always Remember Us This Way van hetzelfde album binnen op plek 1430.

## Stijl en uiterlijk
Lady Gaga ziet zichzelf als een levend kunstwerk. Haar artistieke kledingstijl is volgens haar een eerbetoon aan de kunstenaar Andy Warhol. Wegens haar extravagante uiterlijk wordt ze wel vergeleken met new wave-acts uit de jaren 1980. In februari 2010 werd ze tijdens de Shockwaves NME Awards zowel tot best geklede als slechtst geklede artiest gekozen.

#### Tatoeages
Op de binnenkant van haar linkerbovenarm heeft ze een fragment uit een gedicht van Rainer Maria Rilke laten tatoeëren:

prüfen Sie, ob er in der tiefsten Stelle Ihres

Herzens seine Wurzeln ausstreckt, gestehen

Sie sich ein, ob Sie sterben müßten, wenn es Ihnen

versagt würde zu schreiben. muß ich schreiben?

Onder het Rilke-fragment staat "Little Monsters", de koosnaam waarmee Lady Gaga haar fans aanspreekt. Ze heeft ook het vredesteken laten tatoeëren op haar linkerpols. Op haar onderrug heeft ze eveneens een tatoeage, bestaand uit een soort muzieksleutel met rozen. Op haar linkerbovenbeen heeft ze de titel van haar album Born This Way laten tatoeëren. Op haar schouderblad heeft ze een drietal bloemen met de tekst "Tokyo Love". Daarnaast heeft ze een hart met het woord "Dad" erin geplaatst. In haar linkerzij heeft ze Aladin Sane (gezicht van David Bowie uit 1973 met bliksemschicht) laten tatoeëren.
Ze zet alleen tatoeages op de linkerhelft van haar lichaam omdat haar vader ook "de mooie kant" van zijn dochter wil zien.

#### Mode
Op 3 maart 2011 maakte Lady Gaga haar debuut op de catwalk tijdens de modeshow van Mugler in Parijs.

## Alter ego's
Behalve haar beroemdste alter ego Lady Gaga heeft Germanotta meer alter ego's:
- Jo Calderone
- Mary Jane Holland
- Yüri Mermaid
- Morgana Devacelli

## Trivia
- Op 28 mei 2009 maakte Lady Gaga bekend biseksueel te zijn. Tegelijkertijd verklaarde ze echter nog nooit verliefd te zijn geweest op een vrouw.[26]
- Op 9 december 2010 werden in alle acht Madame Tussauds in de wereld wassen beelden van Lady Gaga onthuld.
- In 2011 beschuldigde de Nederlandse band de Heideroosjes Lady Gaga van plagiaat.[27] Het gaat om het liedje Electric Chapel van haar derde album. De band vond dat het intro van het liedje sterk overeenkwam met We All Share The Same Sun, een nummer dat de groep uitbracht in 2004. De band heeft uiteindelijk geen juridische stappen ondernomen.
- Lady Gaga haalde in 2012 met haar 13 miljoen volgers op Twitter de Guinness World Records.
- In december 2015 trad zij op tijdens "Sinatra 100 — An All-Star GRAMMY Concert" in Las Vegas met New York, New York van en voor Frank Sinatra (ter ere van diens 100e "verjaardag").
- Op de Academy Award-uitreiking van 2019 droeg ze een zeldzame Tiffany-diamant ter waarde van 30 miljoen dollar, die voor het laatst was gezien en gedragen door Audrey Hepburn in 1961.[28]
- Ze had in 2016 in totaal 19 tatoeages, bijna allemaal op de linkerzijde van haar lichaam.[29]

## Discografie

### Albums
| Album met eventuele hitnotering(en) in de Nederlandse Album Top 100 | Datum van verschijnen | Datum van binnenkomst | Hoogste positie | Aantal weken | Opmerkingen                           |
| ------------------------------------------------------------------- | --------------------- | --------------------- | --------------- | ------------ | ------------------------------------- |
| The Fame                                                            | 24-11-2008            | 07-02-2009            | 12              | 42           | Goud                                  |
| The Fame Monster                                                    | 20-11-2009            | 28-11-2009            | 4               | 55           | Platina                               |
| The Remix                                                           | 30-04-2010            | 08-05-2010            | 36              | 12           |                                       |
| Born This Way                                                       | 23-05-2011            | 28-05-2011            | 5               | 28           |                                       |
| Artpop                                                              | 11-11-2013            | 16-11-2013            | 4               | 17           |                                       |
| Cheek To Cheek                                                      | 2014                  | 27-09-2014            | 13              | 9            | met Tony Bennett                      |
| Joanne                                                              | 21-10-2016            | 29-10-2016            | 5               | 20           |                                       |
| A Star Is Born                                                      | 2018                  | 13-10-2018            | 3               | 272*         | met Bradley Cooper                    |
| Chromatica                                                          | 29-05-2020            | 06-06-2020            | 1(1wk)          | 19           |                                       |
| Dawn of Chromatica                                                  | 03-09-2021            | 11-09-2021            | 97              | 1            |                                       |
| Love for Sale                                                       | 30-09-2021            | 09-10-2021            | 10              | 2            | met Tony Bennett                      |
| Top Gun: Maverick                                                   | 27-05-2022            | 18-06-2022            | 85              | 1            | met Harold Faltermeyer en Hans Zimmer |
| Harlequin                                                           | 27-09-2024            | 05-10-2024            | 71              | 1            | soundtrack Joker: Folie à Deux        |
| Mayhem                                                              | 2025                  | 14-03-2025            | 2               | 2            |                                       |

| Album met hitnotering(en) in de Vlaamse Ultratop 200 albums | Datum van verschijnen | Datum van binnenkomst | Hoogste positie | Aantal weken | Opmerkingen                           |
| ----------------------------------------------------------- | --------------------- | --------------------- | --------------- | ------------ | ------------------------------------- |
| The Fame                                                    | 2008                  | 31-01-2009            | 4               | 353*         | 2x Platina                            |
| The Fame Monster                                            | 2009                  | 13-02-2010            | 1(1wk)          | 50           | 2x Platina                            |
| The Remix                                                   | 2010                  | 08-05-2010            | 3               | 23           | Goud                                  |
| Born This Way                                               | 2011                  | 03-06-2011            | 1(1wk)          | 36*          | Platina                               |
| Artpop                                                      | 2013                  | 23-11-2013            | 2               | 20           |                                       |
| Cheek To Cheek                                              | 2014                  | 03-10-2014            | 4               | 33           | met Tony Bennett                      |
| Joanne                                                      | 2016                  | 29-10-2016            | 5               | 24           |                                       |
| A Star Is Born                                              | 2018                  | 13-10-2018            | 1(2wk)          | 239          | met Bradley Cooper / Goud             |
| Chromatica                                                  | 2020                  | 06-06-2020            | 3               | 35           |                                       |
| Dawn of Chromatica                                          | 03-09-2021            | 11-09-2021            | 67              | 1            |                                       |
| Love for Sale                                               | 30-09-2021            | 09-10-2021            | 11              | 9            | met Tony Bennett                      |
| Top Gun: Maverick                                           | 27-05-2022            | 04-06-2022            | 18              | 34           | met Harold Faltermeyer en Hans Zimmer |
| Harlequin                                                   | 30-09-2024            | 05-10-2024            | 65              | 3            | soundtrack Joker: Folie à Deux        |
| Joker: Folie à Deux                                         | 04-10-2024            | 12-10-2024            | 51              | 1            | met Joaquin Phoenix                   |
| Mayhem                                                      | 2025                  | 14-03-2025            | 1 (1wk)         | 6*           |                                       |

### Singles
| Single met eventuele hitnotering(en) in de Nederlandse Top 40 | Datum van verschijnen | Datum van binnenkomst | Hoogste positie | Aantal weken | Opmerkingen                                                  |
| ------------------------------------------------------------- | --------------------- | --------------------- | --------------- | ------------ | ------------------------------------------------------------ |
| Just Dance                                                    | 08-04-2008            | 09-08-2008            | tip4            | -            | met Colby O'Donis / Nr. 31 in de Single Top 100              |
| Just Dance                                                    | 2008                  | 10-01-2009            | 1(2wk)          | 19           | met Colby O'Donis / Nr. 4 in de Single Top 100 / Alarmschijf |
| Poker Face                                                    | 26-09-2008            | 14-03-2009            | 1(8wk)          | 17           | Nr. 1 in de Single Top 100 / Alarmschijf                     |
| LoveGame                                                      | 24-03-2009            | 23-05-2009            | 5               | 10           | Nr. 27 in de Single Top 100 / Alarmschijf                    |
| Paparazzi                                                     | 06-07-2009            | 18-07-2009            | 4               | 14           | Nr. 17 in de Single Top 100 / Alarmschijf                    |
| Eh, Eh (Nothing Else I Can Say)                               | 10-01-2009            | 03-10-2009            | 12              | 10           | Nr. 34 in de Single Top 100                                  |
| Bad Romance                                                   | 26-10-2009            | 28-11-2009            | 10              | 17           | Nr. 7 in de Single Top 100 / Alarmschijf                     |
| Video Phone                                                   | 17-11-2009            | 05-12-2009            | tip9            | -            | met Beyoncé                                                  |
| Telephone                                                     | 26-01-2010            | 30-01-2010            | 6               | 22           | met Beyoncé / Nr. 10 in de Single Top 100 / Alarmschijf      |
| Alejandro                                                     | 20-04-2010            | 22-05-2010            | 4               | 16           | Nr. 7 in de Single Top 100 / Alarmschijf                     |
| Born This Way                                                 | 11-02-2011            | 26-02-2011            | 1(2wk)          | 11           | Nr. 1 in de Single Top 100 / Alarmschijf                     |
| Judas                                                         | 15-04-2011            | 30-04-2011            | 24              | 4            | Nr. 5 in de Single Top 100 / Alarmschijf                     |
| The Edge of Glory                                             | 09-05-2011            | 28-05-2011            | 36              | 3            | Nr. 9 in de Single Top 100                                   |
| Hair                                                          | 16-05-2011            | 28-05-2011            | tip17           | -            | Nr. 15 in de Single Top 100                                  |
| Yoü and I                                                     | 23-08-2011            | 24-09-2011            | tip2            | -            | Nr. 83 in de Single Top 100                                  |
| Marry the Night                                               | 15-11-2011            | 12-11-2011            | tip9            | -            |                                                              |
| Applause                                                      | 12-08-2013            | 24-08-2013            | 13              | 9            | Nr. 15 in de Single Top 100                                  |
| Do What U Want                                                | 21-10-2013            | 07-12-2013            | 34              | 2            | met R. Kelly / Nr. 27 in de Single Top 100                   |
| Venus                                                         | 27-10-2013            | -                     |                 |              | Nr. 30 in de Single Top 100                                  |
| Dope                                                          | 04-11-2013            | -                     |                 |              | Nr. 30 in de Single Top 100                                  |
| Perfect Illusion                                              | 2016                  | 17-09-2016            | tip17           | -            | Nr. 58 in de Single Top 100                                  |
| The Cure                                                      | 2017                  | 22-04-2017            | tip5            | -            | Nr. 80 in de Single Top 100                                  |
| Shallow                                                       | 2018                  | 27-10-2018            | 5               | 29           | met Bradley Cooper / Nr. 5 in de Single Top 100              |
| Always Remember Us This Way                                   | 2019                  | 02-02-2019            | 16              | 19           | Nr. 30 in de Single Top 100 / Alarmschijf                    |
| Stupid Love                                                   | 28-02-2020            | 29-02-2020            | tip2            | -            | Nr. 56 in de Single Top 100                                  |
| Rain on Me                                                    | 2020                  | 30-05-2020            | 7               | 18           | met Ariana Grande / Nr. 9 in de Single Top 100 / Alarmschijf |
| Sour Candy                                                    | 2020                  | -                     |                 |              | met Blackpink / Nr. 52 in de Single Top 100                  |
| Hold My Hand                                                  | 03-05-2022            | 21-05-2022            | 28              | 8            | Nr. 76 in de Single Top 100 / Alarmschijf                    |
| Bloody Mary                                                   | 02-12-2022            | 31-12-2022            | tip12           | -            | Nr. 97 in de Single Top 100                                  |
| Die with a Smile                                              | 2024                  | 16-08-2024            | 1(17wk)         | 40           | met Bruno Mars / Alarmschijf                                 |
| Disease                                                       | 2024                  | 25-10-2024            | 25              | 7            | Alarmschijf                                                  |
| Abracadabra                                                   | 2025                  | 03-02-2024            | 7               | 21           |                                                              |

| Single met hitnotering(en) in de Vlaamse Ultratop 50 | Datum van verschijnen | Datum van binnenkomst | Hoogste positie | Aantal weken | Opmerkingen                             |
| ---------------------------------------------------- | --------------------- | --------------------- | --------------- | ------------ | --------------------------------------- |
| Just Dance                                           | 2008                  | 04-10-2008            | 13              | 33           | met Colby O'Donis / Goud                |
| Poker Face                                           | 2009                  | 03-01-2009            | 1(9wk)          | 36           | Bestverkochte single van 2009 / Platina |
| LoveGame                                             | 2009                  | 23-05-2009            | 6               | 14           |                                         |
| Paparazzi                                            | 2009                  | 15-08-2009            | 7               | 17           | Nr. 11 in de Radio 2 Top 30             |
| Chillin                                              | 2009                  | 26-09-2009            | tip20           | -            | met Wale                                |
| Bad Romance                                          | 2009                  | 14-11-2009            | 2               | 28           | Goud                                    |
| Video Phone                                          | 2009                  | 26-12-2009            | tip4            | -            | met Beyoncé                             |
| Telephone                                            | 2010                  | 20-03-2010            | 1(5wk)          | 21           | met Beyoncé / Goud                      |
| Alejandro                                            | 2010                  | 29-05-2010            | 4               | 21           | Nr. 1 in de Radio 2 Top 30 / Goud       |
| Dance In The Dark                                    | 2010                  | 13-11-2010            | 33              | 3            |                                         |
| Born This Way                                        | 2011                  | 19-02-2011            | 1(1wk)          | 17           | Goud                                    |
| Judas                                                | 2011                  | 23-04-2011            | 6               | 11           |                                         |
| The Edge of Glory                                    | 2011                  | 21-05-2011            | 6               | 6            |                                         |
| Hair                                                 | 2011                  | 28-05-2011            | 19              | 1            | promotiesingle                          |
| Yoü and I                                            | 2011                  | 03-09-2011            | tip4            | -            |                                         |
| Marry The Night                                      | 2011                  | 12-11-2011            | tip1            | -            |                                         |
| White Christmas                                      | 2011                  | 24-12-2011            | tip83           | -            |                                         |
| Applause                                             | 2013                  | 24-08-2013            | 10              | 13           |                                         |
| Do What U Want                                       | 2013                  | 02-11-2013            | 15              | 14           | met R. Kelly                            |
| Venus                                                | 2013                  | 09-11-2013            | 22              | 1            |                                         |
| Dope                                                 | 2013                  | 16-11-2013            | 18              | 1            |                                         |
| G.U.Y.                                               | 2014                  | 29-03-2014            | tip7            | -            |                                         |
| Anything Goes                                        | 2014                  | 27-09-2014            | tip9            | -            | met Tony Bennett                        |
| Cheek To Cheek                                       | 2014                  | 13-12-2014            | tip45           | -            | met Tony Bennett                        |
| Til It Happens To You                                | 2015                  | 26-09-2015            | tip45           | -            |                                         |
| Perfect Illusion                                     | 2016                  | 17-09-2016            | 43              | 2            |                                         |
| Million Reasons                                      | 2016                  | 12-11-2016            | tip14           | -            |                                         |
| The Cure                                             | 2017                  | 22-04-2017            | 30              | 10           |                                         |
| Joanne                                               | 2018                  | 03-02-2018            | tip             | -            |                                         |
| Your Song                                            | 2018                  | 14-04-2018            | tip             | -            |                                         |
| Shallow                                              | 2018                  | 27-10-2018            | 8               | 40           | met Bradley Cooper / Platina            |
| Always Remember Us This Way                          | 2018                  | 23-02-2019            | 10              | 28           | Platina                                 |
| Stupid Love                                          | 29-02-2020            | 07-03-2020            | 20              | 9            |                                         |
| Rain on Me                                           | 2020                  | 29-05-2020            | 5               | 23           | met Ariana Grande / Platina             |
| 911                                                  | 18-09-2020            | 03-10-2020            | tip             | -            |                                         |
| Hold My Hand                                         | 03-05-2022            | 19-06-2022            | 11              | 22           |                                         |
| Die with a Smile                                     | 17-08-2024            | 25-08-2024            | 1 (2wk)         | 49*          | met Bruno Mars / Platina                |
| Abracadabra                                          | 2025                  | 03-02-2024            | 15              | 25*          |                                         |

### NPO Radio 2 Top 2000
| Nummers met noteringen in de NPO Radio 2 Top 2000               | '11  | '12  | '13  | '14  | '15  | '16  | '17  | '18  | '19  | '20  | '21  | '22  | '23  | '24  |
| --------------------------------------------------------------- | ---- | ---- | ---- | ---- | ---- | ---- | ---- | ---- | ---- | ---- | ---- | ---- | ---- | ---- |
| Alejandro                                                       | 981  | 1101 | 1675 | -    | -    | -    | -    | -    | -    | -    | -    | -    | -    | -    |
| Always Remember Us This Way                                     | ×    | ×    | ×    | ×    | ×    | ×    | ×    | ×    | 1430 | 184  | 190  | 200  | 229  | 224  |
| Bad Romance                                                     | 676  | 903  | 1056 | 1545 | 1540 | 1617 | 1515 | 1125 | 1366 | 1322 | 1394 | 1142 | 1272 | 1119 |
| Born This Way                                                   | -    | -    | -    | -    | -    | -    | -    | -    | -    | -    | 1265 | 1038 | 1203 | 1177 |
| Die with a Smile (met Bruno Mars)                               | ×    | ×    | ×    | ×    | ×    | ×    | ×    | ×    | ×    | ×    | ×    | ×    | ×    | 194  |
| Paparazzi                                                       | 1281 | 1812 | -    | -    | -    | -    | -    | -    | -    | -    | -    | -    | -    | -    |
| Poker Face                                                      | 704  | 915  | 1167 | 1615 | 1684 | 1887 | 1645 | 1659 | 1591 | 1614 | 1764 | 1475 | 1409 | 1448 |
| Shallow (met Bradley Cooper)                                    | ×    | ×    | ×    | ×    | ×    | ×    | ×    | 736  | 45   | 37   | 38   | 49   | 43   | 44   |
| Sweet Sounds of Heaven (met Stevie Wonder & The Rolling Stones) | ×    | ×    | ×    | ×    | ×    | ×    | ×    | ×    | ×    | ×    | ×    | ×    | 754  | 739  |

1. ↑  Een '-' betekent dat het nummer niet was genoteerd, een '×' betekent dat het nummer nog niet was uitgebracht en een vetgedrukt getal geeft de hoogste notering van een nummer aan.
2. ↑  2011 was het eerste jaar met een notering voor Lady Gaga.

### Dvd's
| Dvd's met eventuele hitnoteringen in de Nederlandse Music Top 30  | Datum van verschijnen | Datum van binnenkomst | Hoogste positie | Aantal weken | Opmerkingen      |
| ----------------------------------------------------------------- | --------------------- | --------------------- | --------------- | ------------ | ---------------- |
| Lady Gaga Presents The Monster Ball Tour at Madison Square Garden | 18-11-2011            | 26-11-2011            | 3               | 53           |                  |
| Cheek to cheek - live!                                            | 2015                  | 24-01-2015            | 3               | 11           | met Tony Bennett |

| Dvd's met hitnoteringen in de Vlaamse Ultratop muziek-dvd top 10/20 | Datum van verschijnen | Datum van binnenkomst | Hoogste positie | Aantal weken | Opmerkingen |
| ------------------------------------------------------------------- | --------------------- | --------------------- | --------------- | ------------ | ----------- |
| Lady Gaga Presents The Monster Ball Tour at Madison Square Garden   | 2011                  | 26-11-2011            | 3               | 14           |             |
| Cheek To Cheek - live!                                              | 2015                  | 31-01-2015            | 1               | 12           |             |

### Videoclips
| Jaar | Titel                                                                 | Album                | Regisseur                                   |
| ---- | --------------------------------------------------------------------- | -------------------- | ------------------------------------------- |
| 2008 | Just Dance (ft. Colby O'Donis)                                        | The Fame             | Melina Matsoukas                            |
| 2008 | Beautiful, Dirty, Rich                                                | The Fame             | Melina Matsoukas                            |
| 2008 | Poker Face                                                            | The Fame             | Ray Kay                                     |
| 2009 | Eh, Eh (Nothing Else I Can Say)                                       | The Fame             | Joseph Kahn                                 |
| 2009 | LoveGame                                                              | The Fame             | Joseph Kahn                                 |
| 2009 | Paparazzi                                                             | The Fame             | Jonas Åkerlund                              |
| 2009 | Chillin (ft. Wale)                                                    | Attention Deficit    | Chris Robinson                              |
| 2009 | Bad Romance                                                           | The Fame Monster     | Francis Lawrence                            |
| 2009 | Video Phone (met Beyoncé)                                             | I Am... Sasha Fierce | Hype Williams                               |
| 2010 | Telephone (ft. Beyoncé)                                               | The Fame Monster     | Jonas Åkerlund                              |
| 2010 | Alejandro                                                             | The Fame Monster     | Steven Klein                                |
| 2011 | Born This Way                                                         | Born This Way        | Nick Knight                                 |
| 2011 | Judas                                                                 | Born This Way        | Laurieann Gibson & Lady Gaga                |
| 2011 | The Edge of Glory                                                     | Born This Way        | Haus of Gaga                                |
| 2011 | Yoü and I                                                             | Born This Way        | Laurieann Gibson                            |
| 2011 | The Lady Is a Tramp (ft. Tony Bennett)                                | Duets II             | Lee Musiker and Unjoo Moon                  |
| 2011 | Marry the Night                                                       | Born This Way        | Lady Gaga                                   |
| 2013 | Applause                                                              | Artpop               | Inez en Vinoodh                             |
| 2014 | G.U.Y.                                                                | Artpop               | Lady Gaga en Zedd                           |
| 2014 | Anything Goes (met Tony Bennett)                                      | Cheek to Cheek       | Nicole Erhlich & Harvey White               |
| 2014 | I Can't Give You Anything but Love (met Tony Bennett)                 | Cheek to Cheek       | Nicole Erhlich & Harvey White               |
| 2014 | But Beautiful (met Tony Bennett)                                      | Cheek to Cheek       | Nicole Erhlich & Harvey White               |
| 2014 | It Don't Mean a Thing (If It Ain't Got That Swing) (met Tony Bennett) | Cheek to Cheek       | Nicole Erhlich & Harvey White               |
| 2015 | Till It Happens To You                                                |                      | Catherine Hardwicke                         |
| 2016 | Perfect Illusion                                                      | Joanne               | Ruth Hogben & Andrea Gelardin               |
| 2016 | Million Reasons                                                       | Joanne               | Lady Gaga, Ruth Hogben & Andrea Gelardin    |
| 2017 | John Wayne                                                            | Joanne               | Jonas Åkerlund                              |
| 2018 | Joanne (Where Do You Think You're Goin'?)                             | Joanne               | Ruth Hogben, Andrea Gelardin & Haus of Gaga |
| 2018 | Shallow (met Bradley Cooper)                                          | A Star Is Born       | Bradley Cooper                              |
| 2018 | Look What I Found                                                     | A Star Is Born       | Bradley Cooper                              |
| 2018 | I'll Never Love Again                                                 | A Star Is Born       | Bradley Cooper                              |
| 2018 | Always Remember Us This Way                                           | A Star Is Born       | Bradley Cooper                              |
| 2020 | Stupid Love                                                           | Chromatica           | Daniel Askill                               |
| 2020 | Rain on Me (met Ariana Grande)                                        | Chromatica           | Robert Rodriguez                            |
| 2020 | 911                                                                   | Chromatica           | Tarsem Singh                                |
| 2021 | I Get a Kick Out of You (met Tony Bennett)                            | Love for Sale        | Jennifer Lebeau                             |
| 2021 | Love for Sale (met Tony Bennett)                                      | Love for Sale        | Jennifer Lebeau                             |
| 2021 | I've Got You Under My Skin (met Tony Bennett)                         | Love for Sale        | Jennifer Lebeau                             |
| 2021 | I Concentrate on You (met Tony Bennett)                               | Love for Sale        | Jennifer Lebeau                             |
| 2021 | Dream Dancing (met Tony Bennett)                                      | Love for Sale        | Jennifer Lebeau                             |
| 2021 | Night and Day (met Tony Bennett)                                      | Love for Sale        | Jennifer Lebeau                             |
| 2022 | Hold My Hand                                                          | Top Gun: Maverick    | Joseph Kosinski                             |
| 2024 | Die with a Smile (met Bruno Mars)                                     | Mayhem               | Daniel Ramos & Bruno Mars                   |
| 2024 | Disease                                                               | Mayhem               | Tanu Muino                                  |
| 2025 | Abracadabra                                                           | Mayhem               | Lady Gaga, Parris Goebel & Bethany Vargas   |

## Tournees
- The Fame Ball Tour (2009)
- The Monster Ball Tour (2009–2011)
- The Born This Way Ball Tour (2012-2013)
- Lady Gaga Live at Roseland Ballroom (2014)
- Artrave: The Artpop Ball (2014)
- The Cheek To Cheek Tour (met Tony Bennett) (2014-2015)
- The Joanne World Tour (2017-2018)
- The Chromatica Ball (2022)